# Hypatie
Vous lisez un « article de qualité » labellisé en 2018.
Pour les articles homonymes, voir Hypatie (homonymie).
Hypatie (en grec ancien Ὑπατία / Hypatía), née entre 355 et 370 selon les sources et assassinée par des chrétiens fanatiques en 415, est une philosophe néoplatonicienne, astronome et mathématicienne grecque d'Alexandrie. Femme de lettres et de sciences, elle est à la tête de l'école néoplatonicienne d'Alexandrie, au sein de laquelle elle enseigne la philosophie et l'astronomie. C'est la première mathématicienne dont la vie est bien documentée.
Hypatie est reconnue de son vivant pour être une professeure de renom et une sage conseillère. La seule source listant ses œuvres, la Souda, lui attribue un commentaire sur les Arithmétiques de Diophante d'Alexandrie, qui aurait peut-être partiellement survécu en s'incorporant au texte original de Diophante parvenu jusqu'à nous, et un autre, perdu, sur le traité d'Apollonios de Perga portant sur les sections coniques. Elle participe par ailleurs au commentaire ou à l'édition de l'Almageste de Ptolémée par son père. Elle est capable de construire des astrolabes et des hydromètres.
Bien que non chrétienne, Hypatie est connue pour sa tolérance à l'égard des premiers chrétiens. Elle enseigne ainsi à de nombreux étudiants chrétiens, dont Synésios de Cyrène, futur évêque de Ptolémaïs. Jusqu'à la fin de sa vie, Hypatie conseille Oreste, alors préfet d'Égypte, qui est en conflit ouvert avec Cyrille, évêque d'Alexandrie. Des rumeurs colportant qu'elle entretient le conflit entre Oreste et Cyrille poussent une foule de moines chrétiens, en mars 415, à l'assassiner, à la démembrer et à brûler son corps. Ils sont notamment incités à tuer Hypatie par un meneur spirituel nommé Pierre, sous l'influence de Cyrille d'Alexandrie.
Sa mort sous les coups des chrétiens choque l'Empire et fait d'elle une « martyre de la philosophie », menant les futurs néoplatoniciens comme Damascios à devenir de fervents opposants au christianisme. Pendant le Moyen Âge, le symbole d'Hypatie est récupéré et déformé pour en faire une incarnation des vertus chrétiennes ; elle pourrait être à l'origine de la légende de Catherine d'Alexandrie.
Pendant le siècle des Lumières, elle redevient un symbole de l'opposition au catholicisme. Elle intègre la littérature européenne sous l'impulsion de Charles Kingsley en 1853, qui rédige un ouvrage romancé sur la vie de la mathématicienne, puis, au XXe siècle, elle devient une icône du mouvement pour les droits des femmes et du féminisme.
Plusieurs descriptions associent sa mort à l'incendie de la grande bibliothèque d'Alexandrie ; les faits démontrent cependant que les deux événements sont distincts.

## Biographie

### Éducation

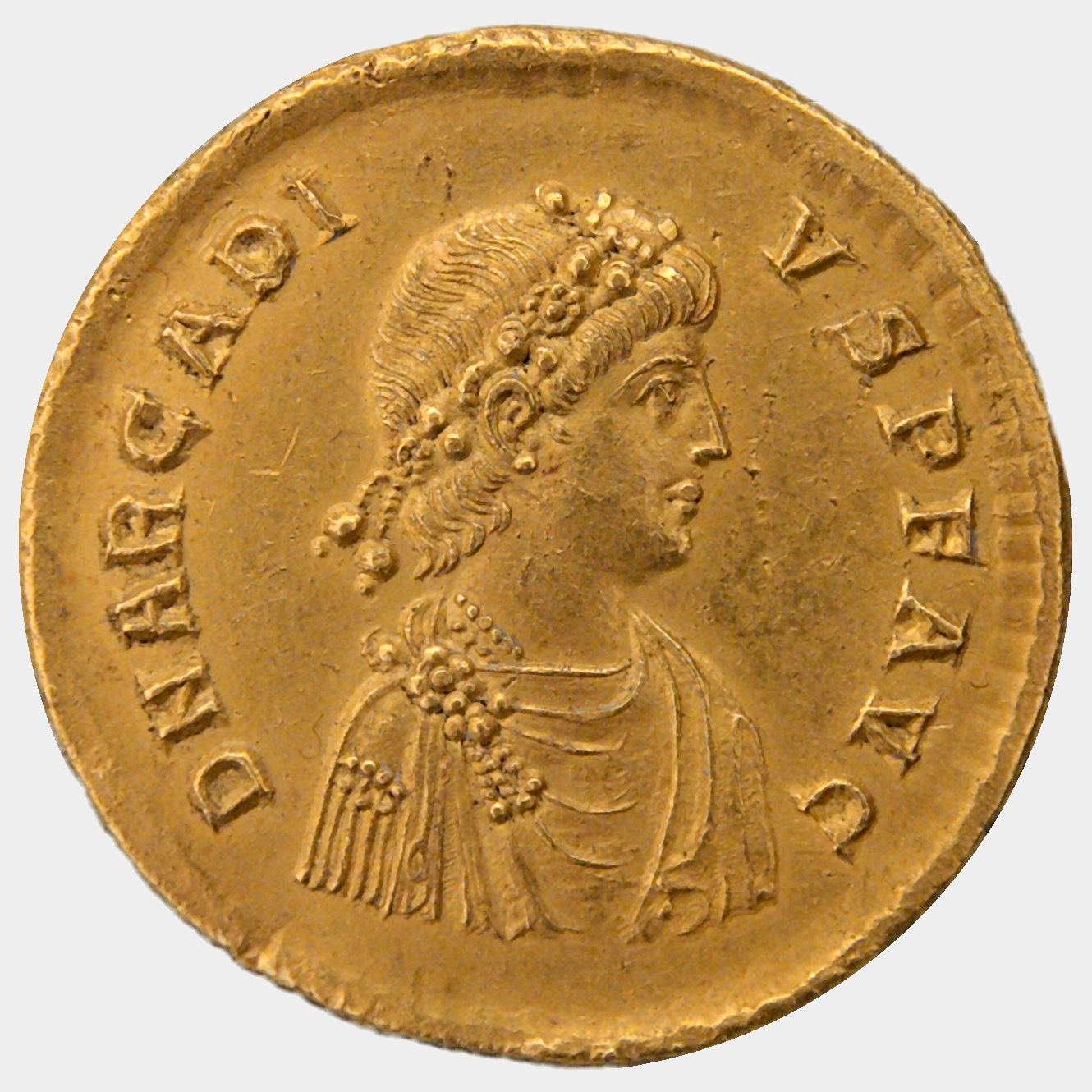
D'après la Souda, Hypatie connaît la célébrité durant le règne de l'empereur Flavius Arcadius (représenté sur ce solidus).

Hypatie est la fille du mathématicien Théon d'Alexandrie (env. 335 - env. 405). Rien n'est actuellement connu au sujet de sa mère, qui n'est jamais mentionnée dans les sources existantes,,. Concernant l'existence éventuelle de frères ou de sœurs, Athanasios est le seul frère d'Hypatie positivement connu. Cependant, Théon a écrit sur son commentaire de l’Almageste de Ptolémée, au livre IV, que son travail était dédié à un individu nommé Epiphanius, auquel il s'adresse par la formule « mon cher fils », laissant supposer que ce dernier pourrait être aussi un frère d'Hypatie. Toutefois, le mot grec qu'utilise Théon (teknon) ne signifie pas uniquement « fils » au sens biologique du terme, mais peut aussi s'utiliser dans le cadre d'une relation intime, semblable à une relation père-fils.
La date exacte de la naissance d'Hypatie est encore débattue, mais les sources s'accordent sur la possibilité qu'elle soit née entre 350 et 370,. De nombreux universitaires se rangent à l'avis de Richard Hoche, qui suggère qu'elle est née aux alentours de 370. D'après la Souda, elle vit sous le règne de l'empereur Flavius Arcadius. Richard Hoche précise que la description faite par Damascios, qui souligne sa beauté physique, correspond à celle d'une femme d'une trentaine d'années, et arrive de ce fait à remonter à la date de naissance approximative d'Hypatie,. A contrario, les théories qui privilégient une naissance au début des années 350 s'appuient sur les écrits de Jean Malalas, qui indique qu'elle est âgée lors de sa mort en 415,. Robert Penella indique que les théories sur sa date de naissance ne reposent que sur des indices faibles, et que cette date devrait être considérée comme inconnue.
Un modèle probabiliste pour sa date de naissance a également été proposé, fournissant comme année la plus probable 355 (avec environ 14,5 % de probabilité), et - plus généralement - entre 350 et 360 (avec environ 90 % de chance).
Théon, son père, est à la tête d'une école dénommée « Mouseion », dont le nom est un hommage à l'ancien Mouseîon d'Alexandrie de l'époque hellénistique. L'école dirigée par Théon est jugée sélective, de haute renommée et de doctrine conservatrice. Ainsi, Théon rejette les enseignements de Jamblique et s'attache à enseigner un néoplatonisme plotinien pur.
Aucune source n'indique clairement qu'Hypatie ait jamais quitté Alexandrie ; un passage équivoque de la Souda a autrefois été interprété comme une indication d'un possible séjour à Athènes, mais même si cette interprétation était exacte, elle indiquerait qu'Hypatie était déjà célèbre lors de ce séjour,,. Cette information reste présente dans certaines notices biographiques romancées affirmant que Théon l'aurait envoyée étudier en Italie et à Athènes, auprès de Plutarque d'Athènes et de sa fille Asclépigénie.

### Carrière

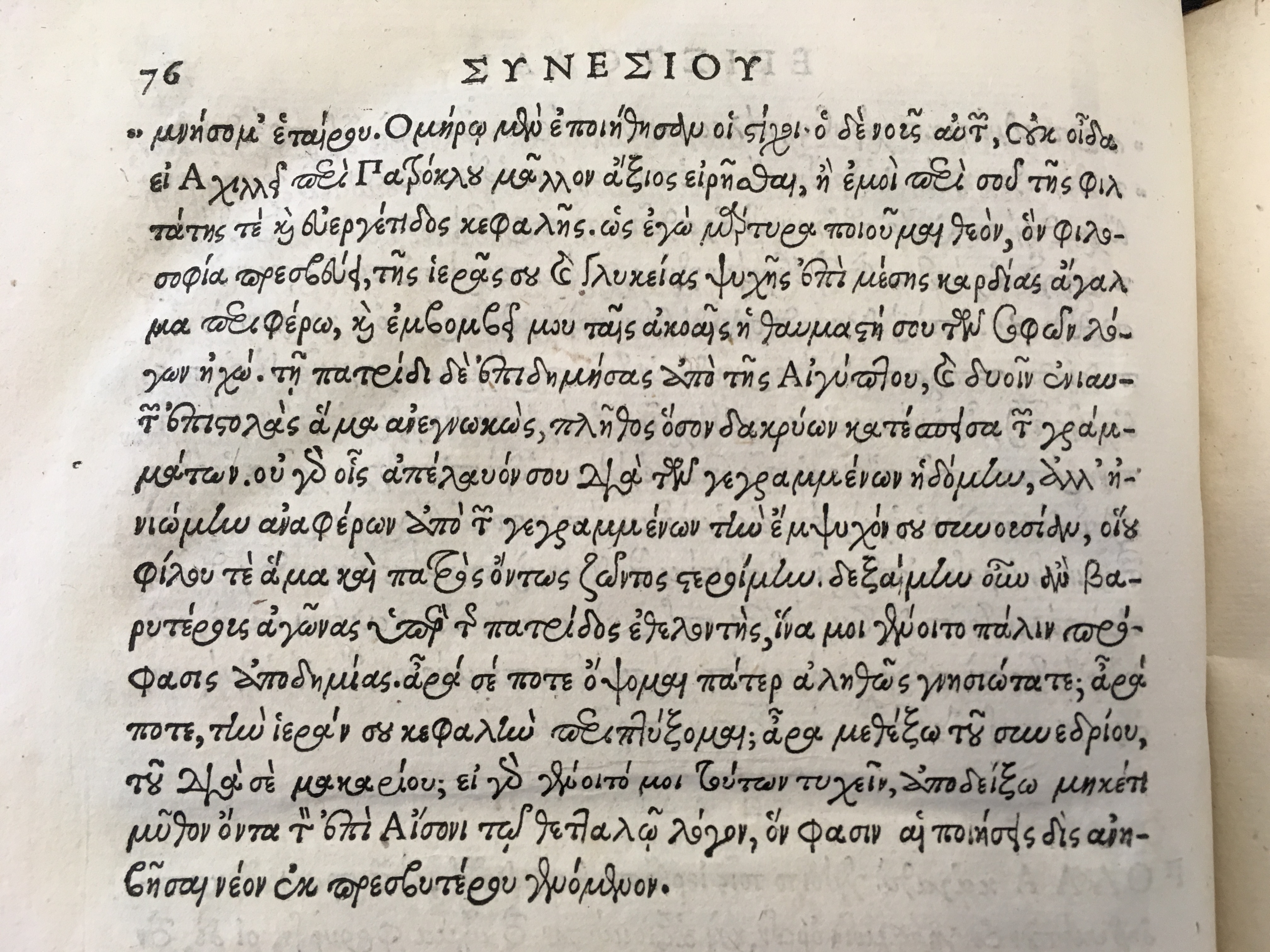
Une des sept lettres existantes de Synésios à Hypatie (photo de la première édition imprimée de 1553 par Adrian Turnèbe, archives du MIT).

Les ouvrages écrits par Hypatie dont les titres nous sont parvenus concernent les mathématiques et l'astronomie. S'inscrivant comme son père dans le cadre de l'École néoplatonicienne d'Alexandrie, une branche du mouvement néoplatonicien développée au IIIe siècle, elle rejette elle aussi les enseignements de Jamblique et privilégie le néoplatonisme original formulé par Plotin. Alexandrie est perçue à cette époque comme la deuxième capitale philosophique mondiale du monde gréco-romain après Athènes. Hypatie enseigne les mathématiques et la philosophie à des étudiants de toute la zone méditerranéenne, dont des païens, des chrétiens et des étrangers, pour lesquels elle conçoit notamment des manuels à but pédagogique. D'après l'historien et néoplatonicien Damascios (né vers l'an 460 et mort après 537), elle donne des conférences sur les écrits de Platon et d'Aristote,. Il précise par ailleurs qu'elle arpente les rues d'Alexandrie vêtue d'un himation, et donne des conférences publiques improvisées,.
Deux formes principales du néoplatonisme sont enseignées à Alexandrie à la fin du quatrième siècle. La première est le néoplatonisme religieux enseigné au Sérapéum d'Alexandrie, qui est fortement influencé par les enseignements de Jamblique. La seconde forme de néoplatonisme est plus modérée et moins polémique, et repose sur les écrits de Plotin ; c'est ce type d'enseignement qui a les préférences d'Hypatie et de son père Théon. Bien qu'Hypatie ne soit pas de religion chrétienne, elle montre un grand esprit de tolérance envers ces derniers,. Ses étudiants identifiés sont d'ailleurs chrétiens, à l'image de Synésios de Cyrène,,,, qui devient par la suite évêque de Ptolémaïs (actuellement situé dans l'est de la Libye) en 410,. Après avoir suivi les enseignements d'Hypatie, il continue à échanger des lettres avec son ancienne professeure,, dont sept adressées par lui à Hypatie ont survécu ; il la mentionne par ailleurs dans des lettres adressées à d'autres personnages. Ces lettres sont les principales sources d'informations concernant la carrière d'Hypatie,,,.

### Personnalité
Damascios décrit Hypatie comme une femme « extrêmement belle et gracieuse » mais rien de plus n'est connu de son apparence physique et aucune autre description de la philosophe n'a survécu. L'historien chrétien Socrate le Scolastique, contemporain d'Hypatie, ne s'intéresse pas à ses traits physiques mais offre une description de sa personnalité dans son Histoire Ecclésiastique : 
Damascios note qu'Hypatie est restée vierge toute sa vie et que, lorsque l'un des hommes venu pour entendre ses enseignements tente de la séduire, elle s'efforce d'apaiser sa convoitise en lui jouant de la lyre,. L'usage de la musique pour soulager les pulsions sexuelles est un « remède » décrit par Pythagore, ce dernier affirmant que, lorsqu'il rencontre des jeunes hommes ivres essayant de pénétrer dans la maison d'une femme vertueuse, il chante une mélodie solennelle avec de longs spondées et qu'alors la rage virile des garçons est réprimée. Quand l'homme continue malgré tout ses avances, elle le rejette catégoriquement,, lui montrant du sang qu'elle dit venir de ses règles menstruelles et déclare : « Voilà ce que tu aimes, ce n'est pas beau »,. Damascios relate ensuite que les jeunes hommes sont alors si traumatisés par cette expérience qu'ils abandonnent leurs avances immédiatement,. Michael A. B. Deakin émet l'hypothèse que les règles d'Hypatie sont une preuve de son célibat, puisqu'à cette époque, la ménarche arrive généralement à l'âge où les femmes se marient et que, la grossesse et l'allaitement inhibant l'ovulation, en l'absence de méthode fiable de contraception la menstruation était en fait un événement relativement rare.

### Assassinat

#### Contexte

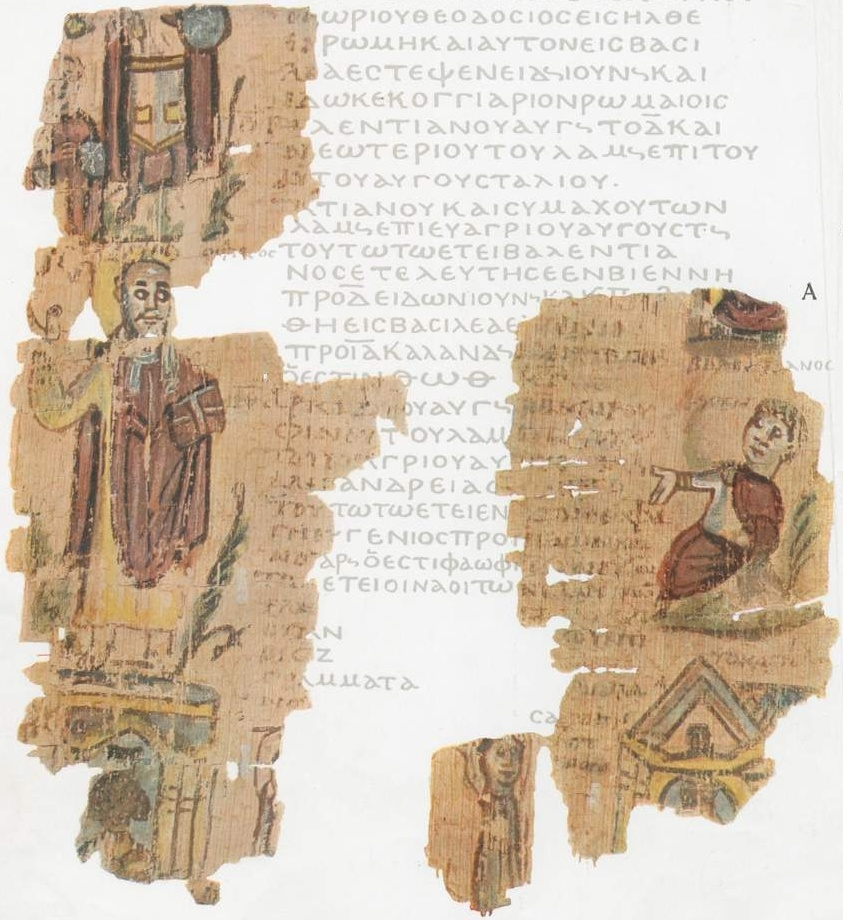
Représentation datée de 391 de Théophile d'Alexandrie, évangile à la main, se dressant triomphalement au-dessus du Sérapéum d'Alexandrie.

Entre l'an 382 et l'an 412, l'évêque d'Alexandrie est Théophile d'Alexandrie, qui est farouchement opposé à l'enseignement du néoplatonisme de Jamblique et qui ordonne en 391 de faire démolir le Serapeum. Dans le même temps, il n'agit pas à l'encontre de l'école dirigée par Hypatie et semble la considérer dans un premier temps comme une alliée,. Effectivement, Théophile s'est assuré du soutien d'un des principaux élèves d'Hypatie, Synésios de Cyrène, qui décrit dans ses lettres l'amour et l'admiration qu'il porte à Théophile,. Théophile n'intervient donc pas dans les relations étroites établies entre Hypatie et les préfets romains ou d'autres hommes politiques de premier plan. Il en résulte qu'Hypatie, très populaire auprès du peuple d'Alexandrie, peut disposer d'une influence politique majeure.
Théophile meurt de façon inattendue en 412. Il est alors en train de former son neveu, Cyrille d'Alexandrie, mais ne l'a pas encore nommé officiellement comme successeur. Une violente lutte de pouvoir s'engage alors pour savoir qui dirigera le diocèse entre Cyrille et son rival Timothée. Cyrille l'emporte finalement et fait immédiatement punir sévèrement ceux qui ont pris le parti de Timothée ; puis, il fait fermer les églises gérées par les soutiens de Timothée, les novatianistes, et confisque toutes leurs propriétés. L'école d'Hypatie semble avoir immédiatement suscité la méfiance du nouvel évêque,, notamment du fait que Synésios de Cyrène, l'élève d'Hypatie qui entretient une large correspondance avec de nombreux acteurs importants à Alexandrie, n'ait écrit qu'une seule lettre à Cyrille, dans laquelle il lui indique qu'en tant que jeune évêque, il peut être inexpérimenté et dans l'erreur. Dans une lettre adressée à Hypatie en 413, Synésios demande d'intercéder en faveur de deux individus impliqués dans des litiges d'ordre civil à Alexandrie,, déclarant à propos de la philosophe : « Tu as toujours le pouvoir, et il t'appartient de l'utiliser à bon escient ». Il indique aussi dans sa lettre qu'elle lui a enseigné qu'un philosophe néoplatonicien devait introduire les plus hautes valeurs morales au sein de la vie politique, et qu'elle doit agir pour le bien de ses concitoyens.
En 414, l'évêque Cyrille fait fermer toutes les synagogues d'Alexandrie, fait confisquer toutes les propriétés appartenant aux Juifs, et fait chasser ces derniers de la ville. Oreste, préfet romain d'Alexandrie et ami proche d'Hypatie,, récemment converti au christianisme,, est choqué par les actions de Cyrille et envoie un rapport cinglant à l'empereur,,. Le conflit est alors ouvert entre Cyrille et Oreste, et une émeute éclate en ville, au sein de laquelle les parabolanes, un groupe de dévots chrétiens sous l'autorité de Cyrille, tentent d'assassiner Oreste. En représailles, Oreste fait arrêter Ammonius, le moine qui a suscité l'émeute, et le torture à mort publiquement,. Cyrille tente de proclamer ce moine martyr, mais les chrétiens d'Alexandrie sont écœurés du comportement de l'évêque, car ils considèrent qu'un martyr est un chrétien qui meurt pour sa foi et non un criminel qui a provoqué une émeute et tenté d'assassiner un gouverneur. Des chrétiens d'Alexandrie ayant un poids politique important interviennent pour contraindre Oreste et Cyrille à une trêve,. Durant les négociations, Oreste fait fréquemment appel à Hypatie pour bénéficier de ses conseils,, notamment parce qu'elle entretient de bonnes relations à la fois avec les chrétiens et les non-chrétiens, parce qu'elle n'est pas intervenue dans les précédentes phases du conflit, mais aussi parce qu'elle bénéficie d'une réputation irréprochable de sage conseillère.

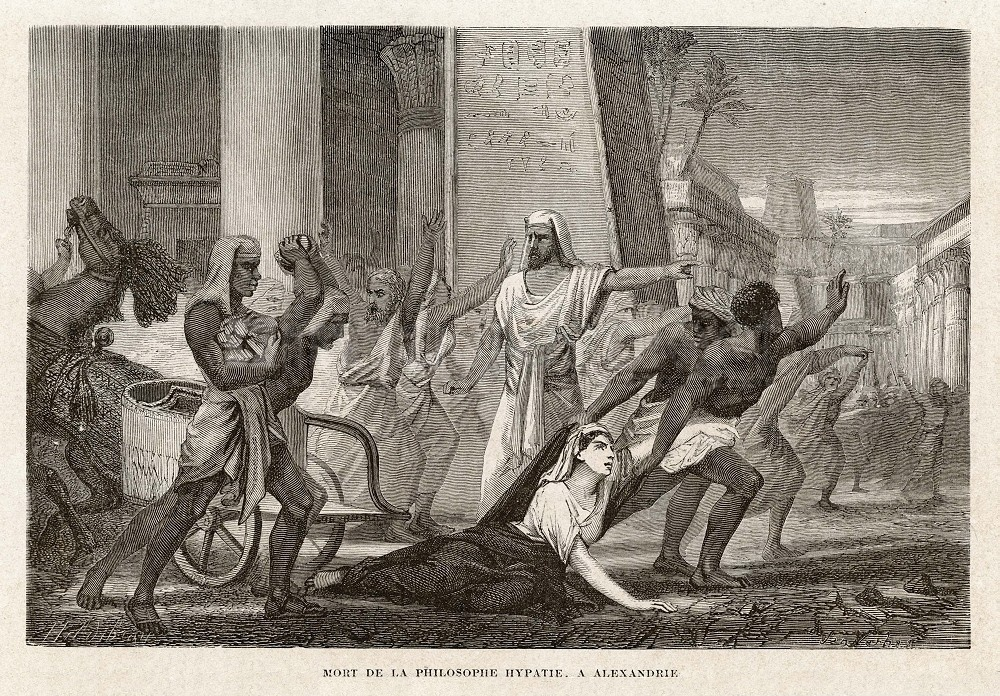
Illustration de Louis Figuier dans Vies des savants illustres, depuis l'Antiquité jusqu'au dix-neuvième siècle en 1866, représentant l'image que l'auteur se fait de l'assaut subi par Hypatie.

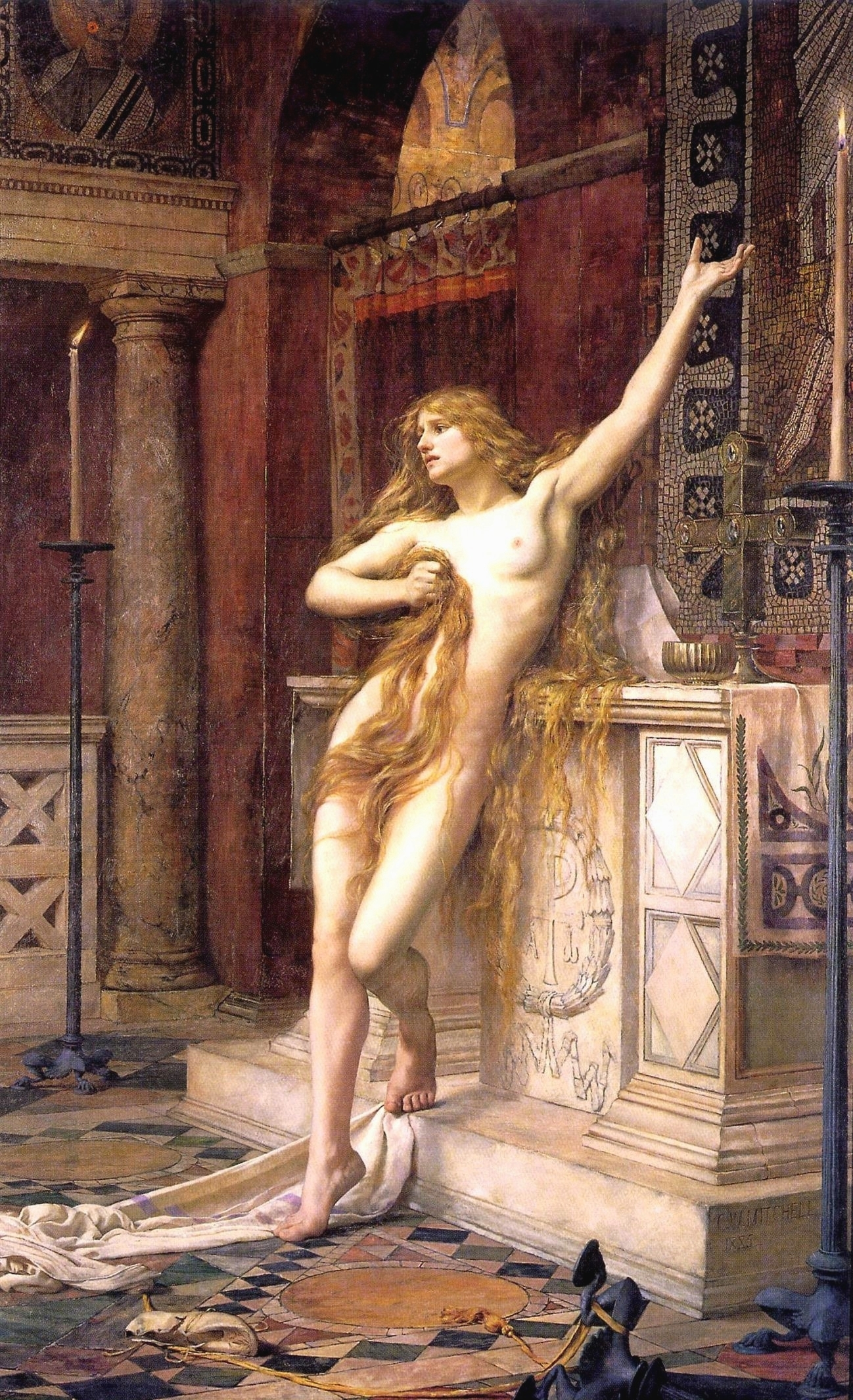
Hypatia, Charles William Mitchell, 1885, Laing Art Gallery (Newcastle-upon-Tyne).

Malgré la grande popularité dont jouit Hypatie, Cyrille et ses alliés tentent de la discréditer et de salir sa réputation. Socrate le Scolastique mentionne ainsi que des rumeurs accusent Hypatie d'empêcher Oreste de se réconcilier avec Cyrille. Des traces des rumeurs qui se répandent alors au sein de la population chrétienne d'Alexandrie se retrouvent dans les écrits de l'évêque copte Jean de Nikiou, au VIIe siècle, qui les reprend dans sa Chronique, où il accuse Hypatie de pratiques « sataniques » et d'avoir intentionnellement entravé l'influence de l'Église en manipulant Oreste, :

« En ces temps apparut une femme philosophe, une païenne nommée Hypatie, et elle se consacrait à plein temps à la magie, aux astrolabes et aux instruments de musique, et elle ensorcela beaucoup de gens par ses dons sataniques. Et le gouverneur de la cité l'honorait excessivement ; en effet, elle l'avait ensorcelé par sa magie. Et il cessa d'aller à l'église comme c'était son habitude… Une multitude de croyants s'assembla guidée par Pierre le magistrat — lequel était sous tous aspects un parfait croyant en Jésus-Christ — et ils entreprirent de trouver cette femme païenne qui avait ensorcelé le peuple de la cité et le préfet par ses sortilèges. Et quand ils apprirent où elle était, ils la trouvèrent assise et l'ayant arrachée à son siège, ils la trainèrent jusqu'à la grande église appelée Césarion. On était dans les jours de jeûne. Et ils déchirèrent ses vêtements et la firent traîner (derrière un char) dans les rues de la ville jusqu'à ce qu'elle mourût. Et ils la transportèrent à un endroit nommé Cinaron où ils brûlèrent son corps. Et tous les gens autour du patriarche Cyrille l'appelèrent le nouveau Théophile, car il avait détruit les derniers restes d'idolâtrie dans la cité. »

#### Description de l'assassinat
En 415, elle est assassinée par les hommes de main de Cyrille, les parabalani (παράβολοι), incités au meurtre par un religieux chrétien nommé Pierre. Socrate le Scolastique, historiographe chrétien de langue grecque, est l'une des principales sources permettant de décrire l'assassinat d'Hypatie. Socrate le Scolastique relate ainsi les faits dans son Histoire ecclésiastique, (vers 440) :

« Au cours de la fête chrétienne du Carême en mars 415, les parabalani, sous les ordres du Lecteur nommé Pierre, ont attaqué Hypatie alors qu'elle rentrait chez elle. Ils l'ont traînée au sol jusqu'à une église voisine connue sous le nom de Caesareum, où ils l'ont déshabillée de force, puis l'ont tuée avec des ostraka [ce qui peut être traduit par des « morceaux de poterie » ou des « coquilles d'huîtres »]. Ils ont ensuite découpé son corps en morceaux puis ont traîné ses membres mutilés à travers la ville jusqu'à un endroit appelé Cinarion, où ils ont mis le feu à ses restes. »

#### Interprétations
Socrate le Scolastique présente le meurtre d'Hypatie comme un assassinat politique et ne mentionne pas de lien de cause à effet entre sa mort et le fait qu'elle ne soit pas chrétienne. Ainsi, il indique qu'Hypatie « a été une victime d'une jalousie politique qui se jouait à cette époque. Du fait de ses fréquents échanges avec Oreste, a été diffusée auprès du peuple chrétien la calomnie selon laquelle elle tentait d'éviter la réconciliation entre Oreste et l'évêque ». Socrate le Scolastique condamne ouvertement les actes des hommes qui ont lynché Hypatie et déclare que « De façon sûre, rien ne peut être plus éloigné de l'esprit du christianisme que la caution des massacres, des combats, et des actions de cette nature ».
Pour les historiens modernes, la mort d'Hypatie est attribuée à la jalousie de l'évêque Cyrille. Elle est considérée comme un dommage collatéral dans la lutte de pouvoir qui oppose Cyrille à Oreste, et sa mort est une manifestation violente des tourments qui frappent Alexandrie à cette époque. Le niveau d'implication directe de Cyrille dans cette tuerie est encore l'objet de débats entre historiens. Toutefois, la plupart des historiens considèrent qu'il est au moins au courant du projet d'assassinat d'Hypatie et seule une petite minorité d'entre eux pense qu'il n'est pas du tout impliqué.

#### Conséquences
La mort violente d'Hypatie crée une onde de choc dans tout l'Empire, puisque, depuis des siècles, les philosophes sont considérés comme intouchables et détachés des violences qui éclatent dans les cités romaines. Le meurtre sauvage d'une femme philosophe seule par un groupe d'hommes armés est perçu comme « profondément dangereux et déstabilisant ». Bien qu'aucune preuve matérielle concrète reliant directement le meurtre d'Hypatie à Cyrille n'ait pu être découverte, il est largement partagé au sein de la population que l'évêque en est à l'origine et a donné les ordres d'exécution,. Parmi ceux qui pensent que Cyrille n'a pas ordonné l'assassinat, il est tout de même évident que la campagne de dénigrement menée à l'encontre d'Hypatie a largement inspiré les auteurs de la tuerie. Le Conseil d'Alexandrie est alerté des agissements de Cyrille et envoie un ambassadeur à Constantinople, pour prévenir l'ensemble des évêques orientaux. Les conseillers de Théodose II lancent une enquête pour déterminer le rôle exact de Cyrille dans le meurtre.
À la suite de l'enquête, les parabalani sont retirés de l'autorité directe de Cyrille, et sont placés sous l'autorité d'Oreste,,. Cyrille ne réussit à échapper à une punition plus grave qu'en soudoyant un des fonctionnaires de Théodose II. L'historien Edward J. Watts affirme que le meurtre d'Hypatie est le point de non-retour dans la quête de pouvoir politique qui anime Cyrille, en vue de prendre le contrôle d'Alexandrie. Il note par ailleurs qu'Hypatie est un point de convergence qui permet aux soutiens d'Oreste de s'accorder, notamment dans leur union pour s'opposer à Cyrille. À sa disparition, l'opposition à Cyrille se divise. Deux ans après les faits, Cyrille contourne la loi plaçant les parabalani sous le contrôle d'Oreste et, au début des années 420, il obtient le pouvoir dont il rêvait en prenant la tête du Conseil d'Alexandrie.

#### Positionnement de l'Église catholique et de l'Église orthodoxe
Cyrille d'Alexandrie est reconnu comme Saint par les orthodoxes et les catholiques, et il est fêté respectivement les 9 et 27 juin. Il est proclamé docteur de l'Église en 1882 par le pape Léon XIII.
Dans une audience du 3 octobre 2007, Benoît XVI rend hommage à Cyrille d'Alexandrie, pour lequel il déclare : « Cyrille encore jeune fut élu Evêque de l'influente Eglise d'Alexandrie en 412, qu'il gouverna avec une grande énergie pendant trente-deux ans, visant toujours à en affirmer le primat dans tout l'Orient […] Saint Cyrille d'Alexandrie a été un témoin inlassable et ferme de Jésus Christ, Verbe de Dieu incarné ».

## Travaux
Les chercheurs modernes attribuent à Hypatie la rédaction de commentaires sur des œuvres de grands mathématiciens, notamment un commentaire sur les Arithmétiques de Diophante et sur les Sections coniques d’Apollonios de Perga. Elle était par ailleurs capable de construire divers instruments scientifiques.

### Écrits
Hypatie est décrite comme un génie universel, mais elle est probablement davantage une enseignante et une commentatrice qu'une innovatrice,,. Aucune preuve ne permet d’affirmer qu'elle ait publié des travaux indépendants sur la philosophie, ou réalisé des découvertes mathématiques importantes,,. À son époque, les érudits préservent les œuvres mathématiques classiques et les commentent pour développer leurs arguments, plutôt que de publier des travaux originaux,. Il est également suggéré que la fermeture du Mouseion et la destruction du Serapeum aient pu conduire Hypatie et son père à concentrer leurs efforts sur la préservation des livres mathématiques fondateurs, afin de permettre qu'ils restent accessibles à leurs étudiants. La Souda affirme que tous les écrits d'Hypatie sont perdus ; des recherches modernes ont cependant identifié plusieurs œuvres pouvant avoir été écrites de sa main, sans toujours s'accorder sur les identifications de ces dernières et le degré de probabilité qu'Hypatie en soit l'auteure. Elle écrit en grec, qui est la langue parlée par les personnes les plus instruites en Méditerranée orientale à cette époque. Dans l'Antiquité classique, l'astronomie est considérée comme essentiellement mathématique. Par ailleurs, aucune distinction n'est faite entre les mathématiques et la numérologie ou l'astronomie et l'astrologie.

#### Édition des travaux d'autres auteurs
Son père mentionne son travail dans le titre de son commentaire sur le livre III de l’Almageste de Ptolémée, traduit « Commentaire de Théon d'Alexandrie sur le Livre III de l'Almageste de Ptolémée, édition révisée par ma fille Hypatie, la philosophe », ou « la recension de ma fille-philosophe Hypatie ». Il n'est toutefois pas établi clairement si elle est l'éditrice et la correctrice du travail de son père, ou si elle est réellement l'auteure d'une partie des travaux, : en se basant sur l'analyse des titres des autres commentaires de Théon, et d'autres titres similaires de la même période, des chercheurs ont conclu qu'Hypatie a corrigé, non pas le commentaire de son père, mais le texte de l'Almageste lui-même,. Sa contribution est supposée être une méthode améliorée pour les algorithmes de division posée nécessaires pour le calcul astronomique. Le modèle de Ptolémée de l'Univers était géocentrique. Dans l'Almageste, Ptolémée propose un problème de division pour calculer le nombre de degrés parcourus par le Soleil en un seul jour pendant qu'il tourne autour de la Terre. Dans ses premiers commentaires, Théon a essayé d'améliorer le calcul de division de Ptolémée. Dans le texte édité par Hypatie, une méthode tabulaire est détaillée. Cette méthode pourrait être la « table astronomique » que les sources historiques attribuent à Hypatie.
Elle aurait également participé à l’édition des Canons astronomiques de Ptolémée.
Selon certains auteurs non spécialisés, Hypatie aurait assisté son père pour son édition des Éléments d'Euclide (devenue la plus répandue du texte durant des siècles,) ; mais cette information n'est pas étayée par les sources historiques et n'est pas mentionnée dans les ouvrages spécialisés.

#### Travaux indépendants

Hypatie écrit un commentaire sur le traité d'Apollonios de Perga sur les sections coniques.

Hypatie rédige un commentaire sur les Arithmétiques, œuvre en treize volumes de Diophante écrite aux environs de l'an 250,,. Il contient plus de cent problèmes mathématiques, pour lesquels des solutions sont proposées en utilisant l'algèbre,. Ce commentaire est longtemps cru perdu, mais l'historien des sciences français du XIXe siècle Paul Tannery déduit que des parties ont en fait survécu, interpolées au sein du texte original de Diophante,, dont seuls les volumes 1 à 6 ont survécu. Le mathématicien et historien Thomas Heath publie la première traduction anglaise de la partie conservée de l'Arithmetica en 1885. Heath défend l'idée que le texte de l'Arithmetica qui a survécu est en fait rédigé par Hypatie, pour aider ses étudiants. Elle décrit un algorithme inhabituel pour la division (dans le système sexagésimal alors utilisé), permettant aux historiens de relever les parties du texte écrites par Hypatie. Une partie de son traité Sur le Canon Astronomique de Diophante est retrouvée dans la bibliothèque du Vatican au XVe siècle.
Hypatie écrit par ailleurs un commentaire du traité d'Apollonios de Perga sur les sections coniques qui a depuis disparu. Elle crée également un Canon astronomique, un ensemble de tables décrivant les mouvements des corps célestes. Il est supposé être soit une nouvelle édition des Tables manuelles de Ptolémée, soit le commentaire susmentionné de son Almageste. Un haut degré d'habileté mathématique est requis pour être capable de commenter les mathématiques avancées d'Apollonios dans son Canon astronomique ; pour cette raison, la plupart des chercheurs aujourd'hui reconnaissent qu'Hypatie a nécessairement été parmi les plus grands mathématiciens de son temps.

### Instruments scientifiques

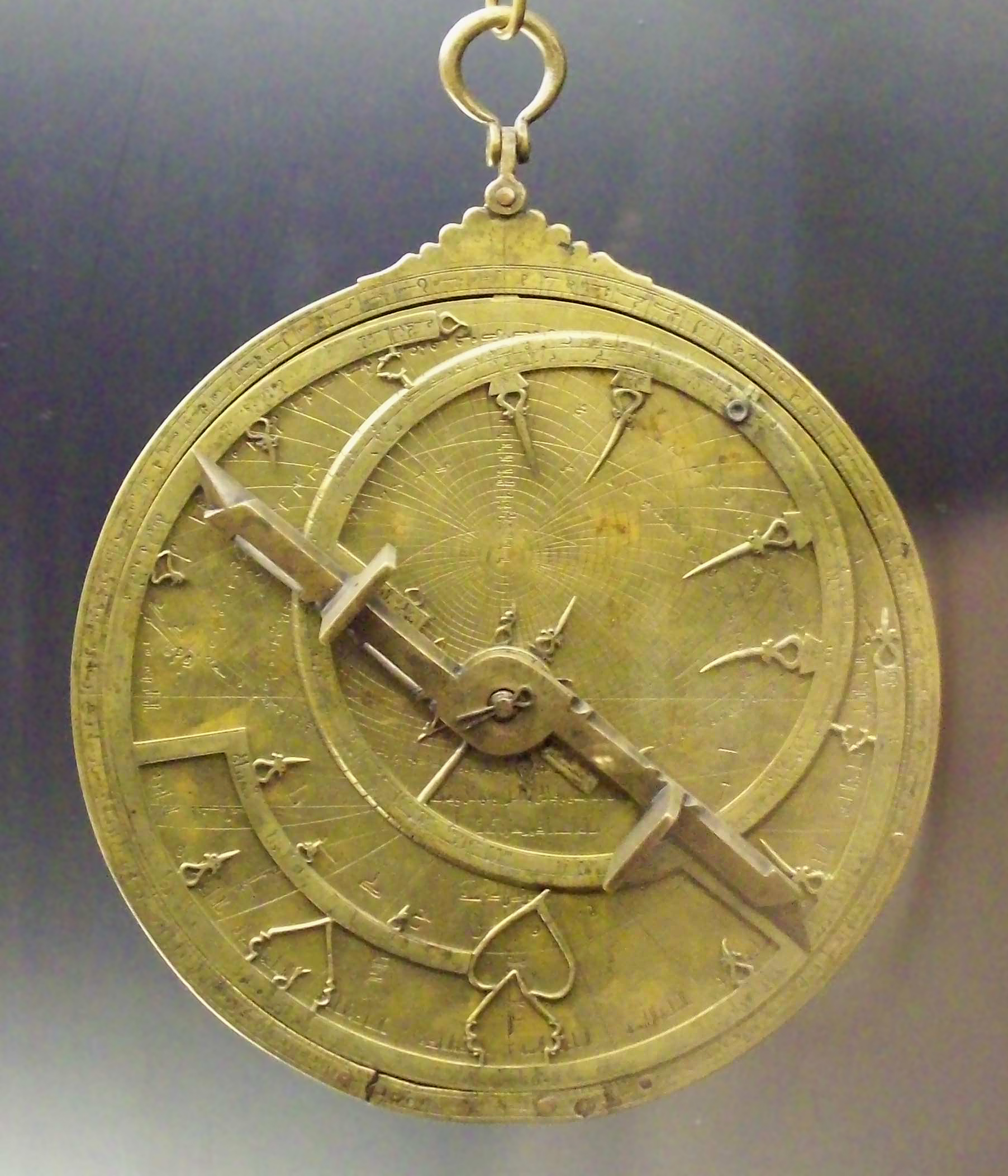
Hypatie est connue pour avoir construit un astrolabe planisphérique, semblable à celui ci-dessus, datant du XIe siècle.

Une des lettres de Synésios de Cyrène précise qu'Hypatie lui a enseigné comment construire un astrolabe planisphérique en argent, afin de l'offrir en cadeau à un fonctionnaire,,. Un astrolabe est un instrument utilisé pour calculer la date et l'heure en se basant sur les positions des étoiles et des planètes,[réf. à confirmer]. Il peut également être utilisé pour prédire l'emplacement des étoiles et des planètes à n'importe quelle date,[réf. à confirmer]. Un « petit astrolabe », ou « astrolabe planisphérique », utilise une projection stéréographique de la sphère céleste pour représenter les cieux sur une surface plane, à l'opposé d'une sphère armillaire, qui a la forme d'un globe.
La déclaration faite dans la lettre de Synésios a parfois été mal interprétée, en affirmant qu'Hypatie a inventé l'astrolabe planisphérique,,, mais ce type d'astrolabe est connu depuis au moins 500 ans avant la naissance d'Hypatie,,. Elle a probablement appris à construire un tel astrolabe par son père Théon,, qui lui a consacré un traité. Il est maintenant perdu, mais ses traductions sont supposées avoir transmis le concept théorique de ces astrolabes au monde arabe. Certaines parties du traité peuvent avoir été préservées dans les écrits de Sévère Sebôkht. Les textes de Synésios reflètent la croyance néoplatonicienne selon laquelle la connaissance du divin est accessible à travers l'observation des cieux.
Dans une autre lettre, Synésios demande à Hypatie de lui construire un « hydroscope », généralement interprété comme l'instrument appelé de nos jours hydromètre, servant à déterminer la densité ou la gravité spécifique d'un liquide,,,. En se basant sur cette demande, il a été affirmé qu'Hypatie avait inventé l'hydromètre, mais le soin minutieux avec lequel Synésios décrit l'instrument semble indiquer qu'elle n'en a jamais entendu parler. Synésios semble toutefois confiant sur le fait qu'elle soit capable de le réaliser à partir d'une description verbale.
Ces deux instruments ayant été interprétés de différentes façons, certains vulgarisateurs attribuent à Hypatie l'invention d'autres instruments, dont un destiné au dessalement de l'eau de mer, un autre pour mesurer le niveau de l'eau, ou un planisphère (cité comme distinct de l'astrolabe planisphérique), ; ces diverses attributions sont largement considérées comme fausses.

### Observations astronomiques
Ari Belenkiy décrit les travaux astronomiques d'Hypatie comme centraux pour les enjeux de la région, se focalisant sur les controverses relatives aux observations de l'équinoxe et aux dates des fêtes, et permettant finalement de mettre en évidence des erreurs dans les travaux de Ptolémée et la nécessité d'observations indépendantes. Dans deux de ses écrits (en 2010 et 2016), Belenkiy propose un paradigme astronomico-calendaire pour le meurtre d'Hypatie. En comparant deux des principales sources sur Hypatie, Socrate le Scolastique et Philostorge, Belenkiy suggère qu'Hypatie effectue des observations équinoxiales en 414-415, à la demande du gouverneur Oreste. Cela peut constituer le test décisif pour déterminer qui a raison dans les conflits sur le jour de Pâques de l'année 414 menés par l'évêque Cyrille contre les communautés locales juives et novatiennes. Le succès d'Hypatie à établir le jour correct de l'équinoxe de printemps peut saper l'autorité de l'église d'Alexandrie au moment de Pâques, puisqu'elle utilise des calculs équinoxiaux basés sur la Syntaxe de Ptolémée (plus couramment connue sous le nom d'Almageste),.

## Héritage et postérité

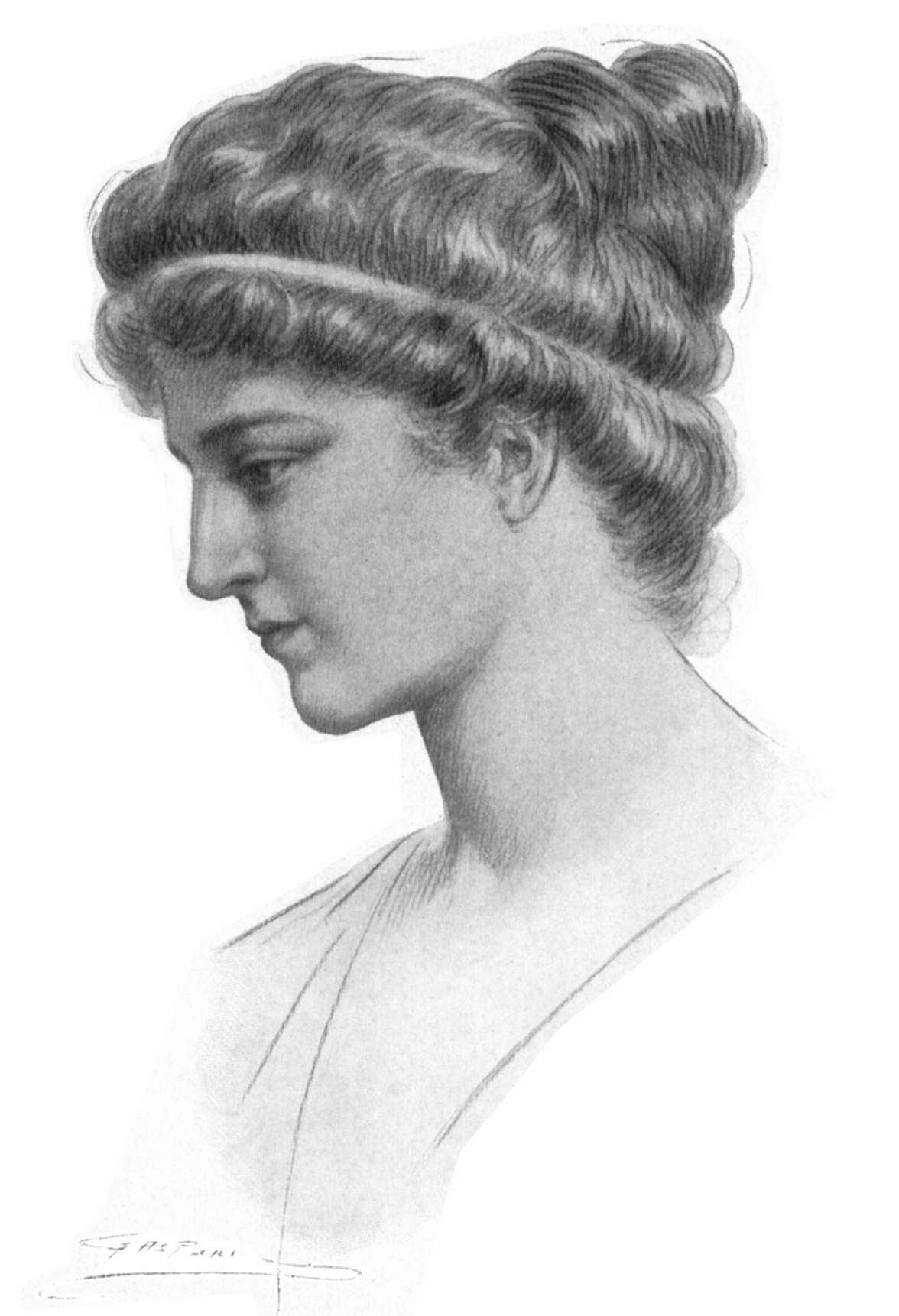
Portrait d'Hypatie d'Alexandrie, par Jules Maurice Gaspard (1908).

Elle est la première femme mathématicienne dont la vie soit bien documentée.

### Antiquité
Hypatie n'a pas de successeur désigné, ni d'époux, ni de descendance et sa mort subite non seulement laisse son héritage sans protection, mais aussi menace toutes les valeurs et les idéaux qu'elle défendait. Hypatie, qui prône des valeurs de tolérance à l'égard des étudiants chrétiens, et fait preuve de volontarisme pour coopérer avec les dirigeants chrétiens, a espéré que le néoplatonisme et le christianisme puissent coexister pacifiquement, voire s'enrichir mutuellement. Au lieu de cela, sa mort et le faible empressement du gouvernement chrétien à punir les assassins mettent à mal toutes ces valeurs et mènent les partisans de la vision néoplatonicienne, comme Damascios, à considérer que les évêques sont des personnes « dangereuses, jalouses, et qui sont complètement opposées à la réflexion philosophique ». Hypatie devient ainsi une « martyre de la philosophie », et son meurtre mène les philosophes à adopter des attitudes plus identitaires et moins ouvertes aux chrétiens.
Peu après le meurtre sauvage d'Hypatie, une lettre falsifiée anti-chrétienne apparait avec son nom en bas de la lettre. Damascios tient à exploiter le scandale de la mort d'Hypatie, et en attribue la responsabilité à l'évêque Cyrille et à ses sympathisants,. Un passage rédigé par Damascios dans sa Vie d'Isidore (aussi appelée Histoire philosophique), et préservé dans la Souda, conclut toutefois que le meurtre d'Hypatie est dû à la jalousie de Cyrille qui voit « sa sagesse [à Hypatie] dépasser toutes les frontières et notamment dans le domaine de l'astronomie »,. Le récit de Damascios sur le meurtre d'Hypatie par les chrétiens est la seule source historique qui attribue directement la responsabilité de la mort de la philosophe à l'évêque Cyrille. Dans cette même source, Damascios relativise tout de même les qualités d'Hypatie, en la comparant à son propre professeur Isidore de Gaza, pour lequel il emploie une prose louangeuse,,, en notant ainsi que « Isidore éclipsait grandement Hypatie, pas seulement comme un homme sur une femme, mais comme un véritable philosophe le fait sur un simple géomètre ».
Bien que plusieurs descriptions associent son histoire avec l'incendie volontaire de la grande Bibliothèque d'Alexandrie par les premiers chrétiens, les faits historiques démontrent que les deux attaques sont distinctes.
Par la suite, les œuvres dédiées à Hypatie seront nombreuses à citer une épigramme célébrant les qualités exceptionnelles de cette femme. Son auteur pourrait être Palladas, poète alexandrin du IVe siècle. Sûrement né autour de 319, il était un contemporain de Théon, plus que d'Hypatie. Il vivait et écrivait alors qu'elle était encore jeune. Et bien que nous ignorons la date de sa mort, il parait peu probable qu'il ait vécu suffisamment longtemps pour assister à celle de la savante et pour connaître ses accomplissements. Pourtant, le poème rend hommage à une personne d'une sagesse, d'une excellence et d'une maturité l'élevant au-dessus de la vie terrestre, lui donnant ainsi accès aux étoiles et à une existence Modèle:Itation qu'elle méritait de par ses actes :
« Lorsque je porte mon regard sur toi et tes paroles, je m'incline,
Puisque c'est la demeure céleste de la vierge que je vois
Car tes préoccupations sont dirigées vers les cieux.
Hypatie Vénérée, toi qui personnifies la beauté du raisonnement,
Étoile immaculée de la sage connaissance. »
Georg Luck explique que rien ne prouve de manière convaincante que cette épigramme ait été composée en honneur de l'Hypatie dont il est question ici. Il estime qu'il s'agit d'un poème écrit par un auteur anonyme, adressé à une femme pieuse nommée Hypatie. Celle-ci avait sûrement fondé une église (dans la poésie byzantine, « maison de la vierge » désigne une église dédiée à Marie). D'après cette lecture, les murs de l'église sont décorés d'étoiles et d'une image de la femme à qui est dédié le poème. Donc, celui-ci dépeint Hypatie dans la constellation de la Vierge. Georg Luck estime aussi que Palladas a été identifié erronément comme l'auteur du poème, ayant probablement été confondu avec un autre poète, Panolbios (ou Panolbius). En effet, la Souda dit qu'il a écrit une épitaphe en hommage d'une Hypatie, fille d'un haut fonctionnaire byzantin, Erythrius (ou Erythrios), trois fois nommé au poste prestigieux de préfet du prétoire d'Orient dans la seconde moitié du Ve siècle,.

### Moyen Âge

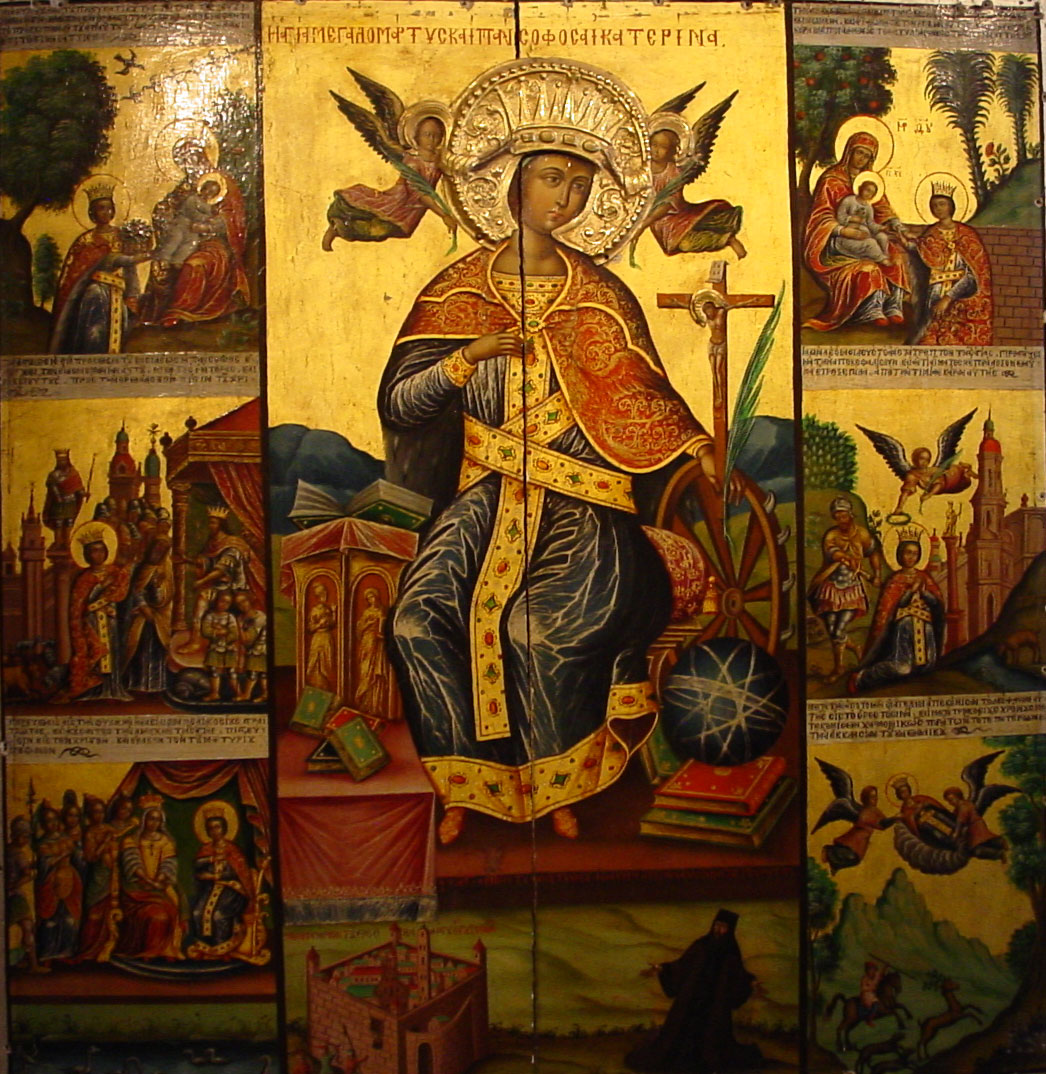
Icône de Catherine d'Alexandrie dans le Monastère Sainte-Catherine du Sinaï en Égypte. La légende de Catherine d'Alexandrie est partiellement ou complètement inspirée par l'histoire d'Hypatie,.

L'assassinat d'Hypatie ressemble par certains aspects à ceux des martyrs chrétiens, qui ont été trainés dans les rues durant la persécution de Dèce en 250,. D'autres aspects de la vie d'Hypatie correspondent aussi à l'idéal chrétien, comme sa virginité choisie durant une vie entière,. Au Haut Moyen Âge, les chrétiens confondent la mort d'Hypatie avec celles des martyrs de Dèce, et son histoire devient le fondement de la légende de Catherine d'Alexandrie, une martyre vierge décrite comme d'une grande sagesse et très savante,. Les premiers cultes voués à Sainte Catherine débutent au VIIIe siècle, environ trois siècles après la mort d'Hypatie. L'une des histoires reliée à la légende de cette sainte raconte qu'elle est confrontée à cinquante philosophes païens qui essayent de la convertir, mais que, par son éloquence, elle arrive à tous les convertir au christianisme. Une autre histoire veut faire croire qu'elle était une élève de l'évêque Athanase d'Alexandrie.
Les informations relatives à un possible mariage d'Hypatie sont discutées à partir du Xe siècle, et l'on retrouve des traces de ces rumeurs de mariage au sein de la Souda, qui indique qu'elle est « la femme d'Isidore le Philosophe ». Cependant, Isidore d'Alexandrie est né bien après la mort d'Hypatie, et aucun philosophe contemporain d'Hypatie n'est connu sous ce nom. Le nom d'Hypatie reste une référence évoquant l'intelligence et la sagesse au cours du Moyen Âge. Ainsi, l'intellectuelle Eudocie Makrembolitissa (1021-1096), seconde femme de l'empereur byzantin Constantin X, est décrite par l'historien du XIVe siècle Nicéphore Grégoras comme une « seconde Hypatie ».

### Début de l'époque moderne

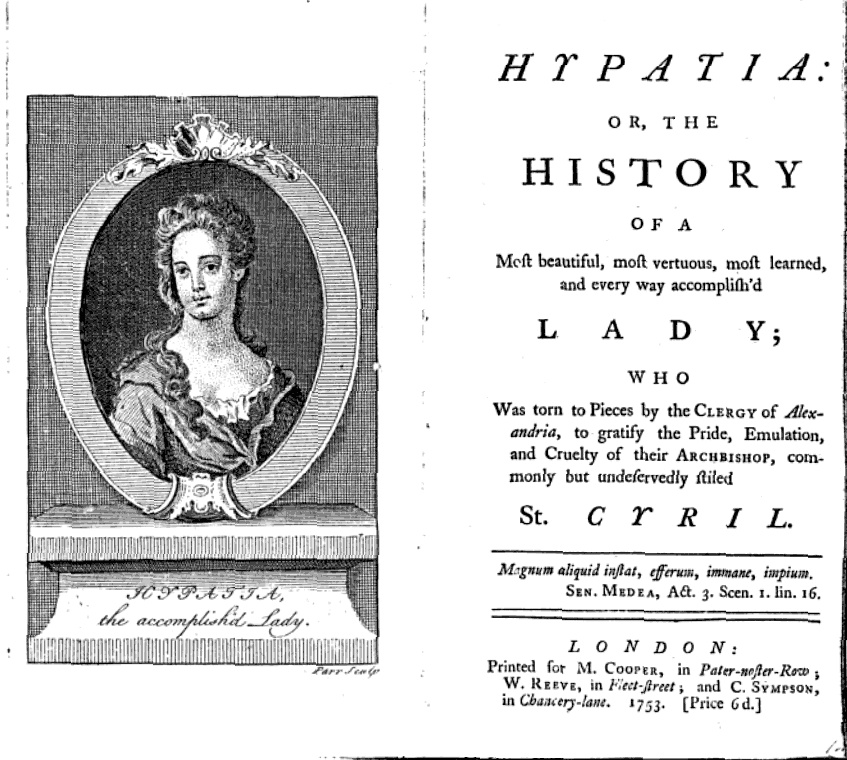
Frontispice et page de titre du pamphlet anti-catholique où l'érudit déiste du XVIII John Toland change des détails du meurtre d'Hypatie afin de dépeindre Cyrille de la pire façon.

Cesare Baronio, prêtre italien, compose de 1588 à 1593, ses Annales ecclésiastiques (Annales ecclesiastici) qui racontent toute l'histoire du christianisme depuis les premiers temps jusqu'en 1198. Il donne une description très enthousiaste d'Hypatie, basée sur un mélange d'informations issues de la Souda et de Socrate le Scolastique. Il la présente ainsi : « Elle apprit si vite qu'elle surpassa bientôt tous les philosophes de son temps ». Puis il ajoute : « Le philosophe Synésios, que j'ai longuement évoqué auparavant, nous apprend qu'elle excella et fut la philosophe la plus célèbre de cette période ». Sans accuser directement Cyrille d'être responsable de la mort de la philosophe, il évoque avec dédain l'Église d'Alexandrie et l'évènement sanglant qui demeure associé au nom du patriarche.
Nous devons le premier traité sur la philosophe ayant des aspirations univesitaires à Johann Andreas Schmid, avec son De Ipparco Duobus Teonibus Doctaque Hypatia (ou Dissertatio historico-mathematico de Hipparco, Theone Alexandrino et docta Hypatia), publié à Iéna en 1689,.
Louis-Sébastien Le Nain de Tillemont, prêtre et historien français, spécialiste de l'Antiquité et de l'Église très estimé par l'historien anglais Edward Gibbon, débute en 1693 ses Mémoires pour servir à l'histoire ecclésiastique des six premiers siècles. Il y est généreux en éloge sur l'âme, le caractère et la vie ascétique et virginale d'Hypatie et dit qu'elle enseignait la philosophie à Athènes et Alexandrie, où elle était une philosophe respectée. Le récit comporte des erreurs que reproduira ensuite Gibbon, confondant histoire et fiction. Il condamne Cyrille, mais se perd en conjectures sur les véritables auteurs du meurtre. Il se base de manière crédule sur la Souda, mais remet en question ses sources.
Le théologien et historien allemand Gottfried Arnold, en 1699 dans son Unpartheyische Kirchen- und Ketzer-Historie (Histoire impartiale de l'Église et de l'hérésie), vante la sagesse et l'éthique parfaite d'Hypatie. En revanche, il attribue à Cyrille et son clergé d'Alexandrie des intentions criminelles envers la philosophe, motivées par leurs efforts pou protéger la foi chrétienne naissante. Il décrit son acharnement contre les théologiens qui promouvaient des opinions en contradiction avec celles de l'Église officielle, ainsi que les moyens auxquels il avait recours afin de préserver l'orthodoxie nicéenne.

### XVIIIesiècle
Johann Albert Fabricius, bibliographe et théologien allemand, rédige sa Bibliotheca Graeca en 1705-1728. Se référant lui aussi à la Souda et reprennant l'histoire inventée par Hésychios et conservée dans l'encyclopédie, il prétend qu'Hypatie était l'épouse du philosophe Isidore. Il affirme aussi qu'elle vénérait les dieux païens et se consacrait à la culture païenne. Plutôt équivoque concernant les évènements entourant sa mort, il décrit Cyrille comme un « un homme obstiné et arrogant ».
L'érudit déiste du XVIIIe siècle John Toland utilise, dans la troisième partie de son Tetradymus (1720), le meurtre d'Hypatie comme base pour son pamphlet anti-catholique, « Hypatia: Or the History of a most beautiful, most vertuous, most learned, and every way accomplish'd Lady; who was torn to pieces by the Clergy of Alexandria, to gratify the pride, emulation, and cruelty of their Archbishop, commonly, but undeservedly, stil'd St. Cyril »,, (« Hypatie, ou l'histoire d'une femme fort belle, fort vertueuse, fort savante et accomplie à tous égards, qui fut dépecée par le clergé d'Alexandrie pour complaire à l'orgueil, la vanité et la cruauté de l'archevêque, que l'on met couramment au rang, immérité, de saint Cyrille »). Afin de dépeindre la mort d'Hypatie de la manière la plus négative, Toland change l'histoire et invente des éléments qui n'apparaissent dans aucune source antique,. En 1721, le polémiste chrétien Thomas Lewis prend la défense de Cyrille au travers d'un ouvrage intitulé The History of Hypatia, a most Impudent School-Mistress of Alexandria: Murder'd and torn to Pieces by the Populace, in Defence of Saint Cyril and the Alexandrian Clergy from the Aspersions of Mr. Toland, (« Histoire d'Hypatie, la très impudente enseignante d'Alexandrie, assassinée et dépecée par la populace, – en défense de saint Cyrille et du clergé d'Alexandrie contre les calomnies du sieur Toland »). Il y rejette le récit de Damascios, qu'il vilipende comme source indigne de confiance, du fait que son auteur est un païen, puis argumente sur le fait que Socrate le Scolastique est un puritain qui a fait preuve à maintes reprises de préjugés contre Cyrille.
Hypatie est évoquée dans l’Encyclopédie de Diderot et d'Alembert. Voltaire, dans son Examen important de Milord Bolingbroke ou le tombeau du fanatisme (1736) décrit une Hypatie croyant aux lois de la Nature rationnelle et aux capacités de l'esprit humain libéré des dogmes, et décrit sa mort comme un meurtre bestial perpétré par « les dogues tonsurés de Cyrille, suivis d’une troupe de fanatiques »,. Plus tard, dans une entrée de son Dictionnaire philosophique (1772), Voltaire dépeint de nouveau Hypatie, qu'il décrit comme un génie libre-penseur brutalement tué par des chrétiens ignorants,,. La majeure partie de l'entrée ignore Hypatie elle-même et traite plutôt de la controverse visant à savoir si Cyrille est responsable de sa mort. Voltaire conclut avec la remarque sarcastique suivante : « Quand on met les belles dames toutes nues, ce n’est pas pour les massacrer »,.
Johann Christian Wernsdorf parle de la philosophe dans son essai "De Hypatia Philosopha Alexandrina", publié en 1748,.
Dans son ouvrage Histoire de la décadence et de la chute de l'Empire romain (publiée de 1776 à 1788), l'historien anglais Edward Gibbon force encore le trait des descriptions de Toland et Voltaire, et fait de Cyrille l'unique cause de tout mal à Alexandrie au début du Ve siècle. Il reprend le meurtre d'Hypatie comme une preuve pour étayer sa thèse selon laquelle l'avènement du christianisme serait l'unique cause de la chute de l'Empire romain. Il remarque la vénération continue dont bénéficie Cyrille en tant que saint chrétien, et commente que « la superstition expierait peut-être plus facilement le sang d'une vierge que le bannissement d'un saint ». En réponse à ces accusations, des auteurs catholiques, ainsi que quelques protestants français, déclarent avec véhémence que Cyrille n'a absolument aucune implication dans le meurtre d'Hypatie et que Pierre le Lecteur est l'unique responsable. Au cours de ces débats enflammés, Hypatie est souvent ignorée, les débatteurs se focalisant plutôt sur la question de savoir si Pierre le Lecteur a agi seul ou sous les ordres de Cyrille.

### XIXesiècle
Au XIXe siècle, des auteurs européens s'inspirent de la légende d'Hypatie au sein du mouvement du néo-hellénisme, qui donne une vision romantique de la Grèce antique et ses valeurs. L'intérêt pour la « légende littéraire d'Hypatie » commence à grandir. Dans son poème de 1827 Ipazia ovvero delle Filosofie, Diodata Saluzzo Roero suggère que Cyrille convertit Hypatie au christianisme, et qu'elle est ensuite tuée par un prêtre « traître ».
Leconte de Lisle consacre deux poèmes à Hypatie dans son recueil Poèmes antiques, « Hypatie » en 1852 et « Hypatie et Cyrille » en 1857. Il y dépeint la femme comme l'incarnation de la « vérité et beauté vulnérable ». Le premier poème de Leconte de Lisle dépeint Hypatie comme une femme née après son temps, une victime des lois de l'histoire. Son second poème revient au portait déiste du XVIIIe siècle où Hypatie est la victime de la brutalité chrétienne, mais avec le retournement où Hypatie essaie, sans succès, de convaincre Cyrille que le néoplatonisme et le christianisme sont en fait fondamentalement la même chose.
Le roman Hypatia de Charles Kingsley, datant de 1853, est à l'origine prévu pour être un traité historique, mais, au lieu de cela, il devient une romance typique du milieu de l'époque victorienne, avec un message militant anti-catholique, décrivant Hypatie comme un curieux mélange de détresse, de prétention et d'émoustillement, avec « l'esprit de Platon et le corps d'Aphrodite ».
Le roman de Kingsley est immensément populaire,. Il est traduit dans plusieurs langues européennes, et est réimprimé de façon continue durant le reste du siècle. Il promeut la vision romantique d'Hypatie comme « la dernière des Hellènes » et est rapidement adapté dans quantité de productions théâtrales dont la première est une pièce écrite par Elizabeth Bowers, jouée à Philadelphie en 1859, l'auteure jouant elle-même le rôle titre. Le 2 janvier 1893, Hypatia, une adaptation théâtrale plus ambitieuse, écrite par G. Stuart Ogilvie et produite par Herbert Beerbohm Tree, est inaugurée au Theatre Royal Haymarket à Londres,. Le rôle titre est initialement joué par Julia Neilson, et elle est accompagnée d'une orchestration musicale élaborée écrite par le compositeur Hubert Parry,. Le roman engendre également des œuvres en art visuel, dont, en 1867, un portrait d'Hypatie en jeune femme par la photographe pionnière Julia Margaret Cameron, et, en 1885, un tableau de Charles William Mitchell montrant une Hypatie nue se tenant devant un autel dans une église.
À la même époque, des philosophes et des scientifiques européens décrivent Hypatie comme la dernière représentante de la science et de la recherche libre avant un « long déclin médiéval ». En 1843, les auteurs allemands Soldan et Heppe soutiennent dans leur ouvrage Geschichte der Hexenprozesse, qui a eu une grande influence, qu'Hypatie pourrait être en effet la première « sorcière » punie sous l'autorité chrétienne[réf. à confirmer].
La militante athée Hypatia Bradlaugh Bonner (1858-1935) est prénommée ainsi en son honneur.
En 1854, Gérard de Nerval publie un recueil de nouvelles et de poèmes, Les Filles du feu. Le récit épistolaire Angélique qu'il contient mentionne la philosophe : « La bibliothèque d’Alexandrie et le Serapéon, ou maison de secours, qui en faisait partie, avaient été brûlés et détruits au quatrième siècle par les chrétiens, — qui, en outre, massacrèrent dans les rues la célèbre Hypatie, philosophe pythagoricienne ».
John William Draper, scientifique et historien, la présente dans son History of the Intellectual Development of Europe (1864) comme une figure héroïque dans le combat entre deux pouvoirs de l'histoire européenne : l'esprit libre en quête de vérité dans le monde matériel et la religion (représentée par l'Église) asservissant la raison. Sa perspective simplifie l’histoire de la pensée européenne. Depuis la mort d'Hypatie jusqu'à l'époque des Lumières, le continent fut plongé dans l'obscurité. La mort de cette scientifique fut pour lui « l'un de ces moments où les grands principes se trouvent personnifiés dans les individus : Hypatie représente la philosophie grecque, saint Cyrille l'ambition ecclésiastique ». Il conclut « Ainsi en l'an 414 de notre ère se trouva fixé l'avenir de la philosophie dans la métropole intellectuelle du monde ; à partir de cette époque, la science est condamnée au second rang et à l'obscurité. Elle n'ose plus se montrer ».
En 1879, Stephan Wolf publie la biographie Hypatia, die philosophin von Alexandrien.
La même année, Hermann Ligier sort De Hypatia philosopha et eclectismi Alexandrini.
Enfin, en 1886, Wolfgang A. Meyer publie l'ouvrage Hypatia von Alexandrien. Ein Beitrag zur Geschichte des Neuplatonismus (Hypatie d'Alexandrie. Une contribution à l'histoire du néoplatonisme). Toutefois, ces trois monographies de Wolf, Ligier et Meyer sont le reflet des influences romantiques et néohelléniques, ainsi qu'une admiration dépourvue d'esprit critique. La savante y est peinte sous les traits d'une Hellène héorïque et sage. Tels les récits fictionnels contemporains, ces travaux contiennent cde longues descriptions de sa mort, où le patriarche Cyrille joue le rôle principal.
La vie d'Hypatie inspire Maurice Barrès pour sa nouvelle La vierge assassinée (1888), faisant partie de Sous l’œil des Barbares. Dans sa préface, il explique écrire cette histoire à la demande de Leconte de Lisle, son « maître parnassien ». Dans l'œuvre, Hypatie est nommée Athénée.

### 

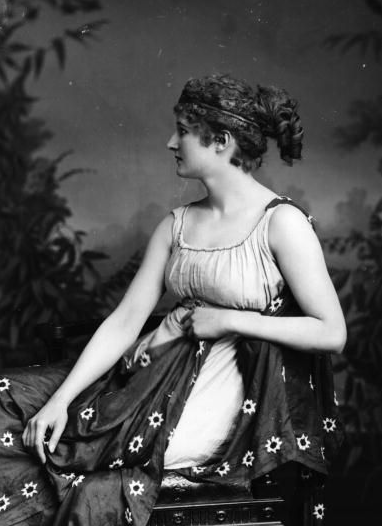
Une actrice, potentiellement Mary Anderson, dans le rôle titre de la pièce Hypatia, c. 1900.

### XXeetXXIesiècles

#### Symbole du mouvement féministe
Au XXe siècle, la vie et la mort d'Hypatie sont vues à la lumière des droits des femmes et son personnage est mis en avant par les féministes. L'auteur Carlo Pascal déclare en 1908 que son meurtre est un acte anti-féministe et a amené un changement dans le traitement des femmes, ainsi que le déclin de la civilisation méditerranéenne en général. Dora Russell, l'épouse de Bertrand Russell, publie un livre sur l'éducation inadéquate des femmes et l'inégalité sous le titre Hypatia or Woman and Knowledge en 1925. Le prologue explique pourquoi elle a choisi ce titre : « Hypatie est une universitaire dénoncée par des dignitaires religieux et mise en pièces par des chrétiens. Ainsi sera probablement le destin de ce livre ». Bertrand Russell aussi en parla en 1946 dans son Histoire de la philosophie occidentale en relation avec les événements politiques et sociaux de l’Antiquité jusqu’à nos jours, où il décrit saint Cyrille en ces termes : « Son principal titre de gloire est le lynchage d'Hypatie, une femme distinguée qui, pendant une période de bigoterie, adhéra à la philosophie néoplatonicienne et se consacra aux mathématiques... Par la suite, Alexandrie ne fut plus troublée par des philosophes ».
En tant qu'intellectuelle, Hypatie devient un modèle de la femme moderne et intelligente et deux journaux féministes reprennent son nom : le journal grec Hypatie : Études Féministes est lancé à Athènes en 1984, et Hypatie : Un Journal de Philosophie Féministe est créé aux États-Unis en 1986. Au Royaume-Uni, depuis 1996, l'association Hypatia Trust met en place une bibliothèque et offre un accès à des archives de littérature féminine, mais aussi à des travaux artistiques et scientifiques dus à des femmes.

#### Source d'inspiration dans les arts, les sciences et la littérature

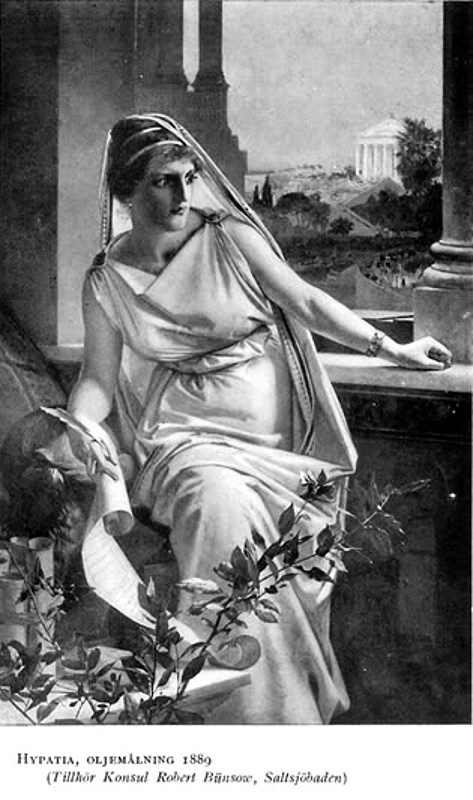
Hypatia, peinture à l'huile de, 1889.

Au XXe siècle, Hypatie reste une source d'inspiration dans les arts et la littérature mondiale.
- Augusto Agabiti (it), théosophe italien, publie en 1910 une étude sur Hypatie, Ipazia “la Filosofa„, munie d'une bibliographie très fournie[108].
- Des pièces majeures de la littérature du XXe siècle contiennent aussi des références à Hypatie[3]. Par exemple, Marcel Proust l'évoque dans À l'ombre des jeunes filles en fleurs[Note 4] (1919).
- De nombreux dictionnaires, encyclopédies, articles, ouvrages sur les histoires des mathématiques ou concernant la contribution des femmes à l'histoire de la science et de la philosophie, reprennent le même récit sur la savante et les mêmes accusations contre Cyrille[109]. C'est le cas d'A. W. Richeson, qui rédige en 1940 l'article Humanismus and History of Mathematics[110], où il déclare qu'après la mort d'Hypatie, « mathématicienne et philosophe célèbre [...], il n'y eut aucun mathématicien d'importance jusqu'à la fin du Moyen Âge ». En 1954, l'algébriste néerlandais Bartel Leendert van der Waerden, dans Science Awakening[111], reprend l'idée voulant que la science à Alexandrie disparut en même temps qu'Hypatie : « une femme très instruite, héroïne de ce récit romantique atroce. Elle était belle, éloquente, charmante, elle écrivait des commentaires éclairés sur Diophante et Apollonius de Perge... Les mathématiques s’éteignirent avec Hypatie à Alexandrie ». Il en va de même pour Rora Jacobacci, qui explique en 1970 dans son article Women of mathematics[112] : « après la mort d'Hypatie, il n'y eut aucune mathématicienne de première importance jusqu'au XVIIIe siècle ». En 1972, le Dictionary of Scientific Biography décrit Hypatie comme « la première femme de l'Histoire à avoir enseigné et écrit des œuvres critiques sur les mathématiques les plus avancées de son époque ». Le mathématicien américain Teri Perl (en) la présente comme une mathématicienne distinguée dans la biographie qu'il écrit d'elle dans son Math equals : biographies of women mathematicians+related activities[113] (1978). Margaret Alic, dans son ouvrage Hypatia's Heritage[114] sorti en 1986, la décrit comme la scientifique la plus éminente avant Marie Curie. Enfin, Mary Ellen Waith lui consacre un chapitre de l'ouvrage collectif A History of Women Philosophers[115], paru en 1987, où elle rassemble sans disctincion d'anciennes et de nouvelles perspectives à propos de l'érudition et du sort de la savante.
- De nombreux auteurs de théâtre en font le personnage principal de leurs pièces à la fin des années 1970, parmi lesquels Mario Luzi, dans son Livre d’Hypatie (Libro di Ipazia), au théâtre en 1978.
- Hypatie est une des 39 convives référencées dans l'œuvre d’art contemporain The Dinner Party (1979) de Judy Chicago. Treizième convive de l'aile I de la table, elle figure à côté de Boadicée[116],[117].
- Hugo Pratt appelle Hipazia un des personnages de sa bande dessinée Fable de Venise (1981). Cette mathématicienne et philosophe néoplatonicienne, fille d'un astrologue nommé Teone, est convaincue d'être la réincarnation d'Hypatie. Enfant, l'auteur avait lu le roman de Charles Kingsley dédié à Hypatie. Il avait trouvé formidable cette histoire de peuples et de croyances qui se mêlent. Selon lui, ce récit farfelu et un peu érotique avait notamment pour objet de rechercher une libération sexuelle, un peu morbide, à l'encontre des interdits victoriens et religieux. Il avait depuis réalisé beaucoup de recherches personnelles pour écrire son ouvrage, surtout sur la philosophe[118].
- Dans les années 1980, deux nouvelles revues portent le nom de la philosophe. L'une est Hypatia: Feminist Studies, publiée à Athènes depuis 1984. L'autre est Hypatia: A Journal of Feminist Philosophy, publiée à l'université de l'Indiana depuis 1986. En 1989, elle publia un portrait écrit en vers libres de sa vie et sa mort vues par la romancière et poétesse féministe Ursule Molinaro (en)[119]. Avec son caractère arbitraire et les inventions et modifications qu'il comporte, ce texte va bien plus loin que les tentatives littéraires de mythification précédentes, cherchant à justifier à travers Hypatie plusieurs perspectives sur l'Histoire, la religion et l'Antiquité grecque[120].
- Beatrice Lumpkin (en) incorpore en 1984 la savante à l'histoire politique, sociale et culturellle de l'Afrique dans son article Hypatia and Women's Rights in Ancient Egypt[121]. Elle affirme qu'elle fut « un des génies universels de l'Antiquité [...] femme algébriste, martyre de la science ». Elle déclare aussi qu'elle devait être africaine et non grecque, étant donnéses apparitions publiques, son comportement et son discours sans entraves[122].
- En 1986, Luciano Canfora, spécialiste italien de l'Antiquité, écrit dans son livre La biblioteca scomparsa (paru en 1986) : « La célèbre Hypatie qui étudia la géométrie et la musicologie, et que les chrétiens, convaincus dans leur ignorance qu'elle était hérétique, assassinèrent de manière barbare en 415 ».
- Arnulf Zitelmann (de), auteur allemand de plusieurs biographies de personnalités philosophiques ou religieuses, a écrit en 1989 un roman historique jeunesse sur la philosophe, Hypatia[123]. Il écrit dans l'épilogue que « Hypatie, fille de Théon, était la première martyre de cette misogynie qui s'est ensuite muée en frénésie lors des chasses aux sorcières ».
- Alexandra Barriol en fait le personnage principal de son ouvrage Hypatie, la lionne de l'apocalypse, en 1987.
- Andrée Ferretti en fait de même dans Renaissance en Paganie en 1987.
- Jean Marcel publie Hypatie ou la fin des dieux en 1989[124], premier volet du Triptyque des temps perdus ; il utilise la figure d'Hypatie pour développer un questionnement sur l'écriture de l'Histoire[125].
- Martin Bernal, spécialiste des origines afro-asiatiques de la civilisation classique, dit dans son ouvrage controversé[126] Black Athena (en) : « Vingt-cinq ans plus tard (après la destruction du temple de Sérapis), Hypatie, philosophe et mathématicienne, brillante et belle, fut assassinée dans cette même ville par un groupe de moines menés par saint Cyrille. Ces deux actes de violence marquent la fin de l'égypto-paganisme et le début des âges obscurs du christianisme »[122].
- Le roman Le Songe de Scipion (2002) de Iain Pears met en scène Sophia, fille d'un disciple d'Hypatie[3].
- Umberto Eco, dans son roman de 2002 Baudolino, montre une Hypatie belle et intelligente, à la peau pâle et aux cheveux blonds, dont le personnage principal tombe passionnément amoureux et tente de la séduire[3] mais il est surpris de découvrir qu'elle a des pattes de chèvre au lieu de jambes et qu'elle est à moitié satyre[3].
- Charlotte Kramer, dans son roman de 2006 Holy Murder: the Death of Hypatia of Alexandria, dépeint Cyrille comme le prototype même du méchant[3]. Hypatie est à plusieurs reprises décrite comme brillante et aimée et elle humilie Cyrille en faisant la démonstration qu'elle connaît mieux que lui les textes religieux chrétiens[3].
- Ki Longfellow dans son roman de 2009 Flow Down Like Silver invente une toile de fond élaborée expliquant les raisons qui ont poussé Hypatie à enseigner[3].
- Paul Levinson (en) met également en scène Hypatie, dans son roman The Plot To Save Socrates (en) (2006) et ses deux suites Unburning Alexandria (2013) et Chronica, mais il imagine une Hypatie qui voyage dans le temps depuis les États-Unis du XXIe siècle[127].
- Le personnage d'Hypatie apparaît dans le roman de l'égyptien Youssef Ziedan, ‘Azāzīl (Le Caire, Dar al-Chorouq, 2008), construit comme les mémoires fictifs d'un moine de Haute-Égypte. Le moine Hépa l'a connue durant son séjour à Alexandrie pour y étudier la théologie et la médecine et assiste à son exécution[128],[3]. Ce roman obtient le Prix international de la fiction arabe en mars 2009[129].
- En 2012, l'auteur français Olivier Gaudefroy (es) publie Hypatie, l'étoile d'Alexandrie.
- En 2023, l'écrivaine canadienne Margaret Atwood imagine le récit qu'Hypatie ferait de sa mort dans la nouvelle Hypatia of Alexandria is speaking[130].
- Dans le domaine de la musique classique, le compositeur français Jean Huré compose un opéra intitulé Hypathie, sur un livret de Gabriel Trarieux, « son ouvrage le plus important » dans le genre lyrique selon Gustave Samazeuilh, « malheureusement resté inachevé » à sa mort, en 1930[131].
- Le film Agora (2009) d'Alejandro Amenábar s'inspire librement de la vie et de la mort d'Hypatie, interprétée par Rachel Weisz, notamment les dernières années de sa vie[75],[EW 19],[132]. Elle y est montrée comme une patricienne, proche du préfet Oreste et de Synésios, deux anciens disciples. Elle se veut l’égale des hommes et enseigne la philosophie et les sciences en faisant face à la violence fanatique et à l’obscurantisme des chrétiens d’Alexandrie, et est érigée en figure de la laïcité. Elle cherche à comprendre, dans le film, comment les planètes, dont la Terre, tournent autour du Soleil, contrairement au système géocentrique comme on le croyait à l'époque. Elle finit par comprendre que le système héliocentrique fonctionne avec des orbites en ellipse et non en cercle. Le film, dont l'intention est de critiquer le fondamentalisme chrétien contemporain[133], a un large impact sur la vision populaire d'Hypatie[EW 19]. Contrairement à de précédentes adaptations en fiction, Agora souligne les études astronomiques et mécaniques d'Hypatie plutôt que sa philosophie, la décrivant comme « moins Platon que Copernic »[EW 19]. Ce film souligne également, plus que n'importe quel autre portrait précédent, les restrictions imposées aux femmes par l'église chrétienne à ses débuts[EW 20]. Dans une scène, Hypatie subit une agression sexuelle par un des esclaves de son père, qui s'est récemment converti au christianisme[EW 21], et dans une autre scène, Cyrille lit un verset de la Bible (I Timothée, II, 9-15) interdisant aux femmes d'enseigner[EW 21]. Vers la fin du film, Synesios avertit Oreste qu'il doit abandonner son amitié pour Hypatie pour conserver sa foi chrétienne[EW 21]. Le film dépeint également Cyrille et ses moines comme des hommes barbus, basanés, la tête couverte (selon la tradition chrétienne) de lambeaux de vêtements noirs [EW 21], les faisant ressembler à l'image des Talibans véhiculée par les médias du début du XXIe siècle[EW 21].
- La télévision la met aussi au premier plan dans le treizième et dernier épisode de la série de Carl Sagan de 1980 sur PBS, Cosmos: A Personal Voyage. Cet épisode relate un résumé fortement romancé de la mort d'Hypatie, qui résulte de l'incendie de la « Grande Bibliothèque d'Alexandrie » par des chrétiens fanatiques[62]. En fait, bien que des chrétiens conduits par Théophile aient effectivement mis le feu au Serapeum en 391, la Bibliothèque d'Alexandrie avait déjà cessé d'exister des siècles avant la naissance d'Hypatie[75]. En 2020, dans la quatrième et dernière saison de la série The Good Place (épisode 12), Hypatie d'Alexandrie fait une apparition remarquée sous les traits de Lisa Kudrow[134],[135].

#### Analyses par les historiens
La mort d'Hypatie représente un marqueur symbolique pour de nombreux historiens et universitaires. Ainsi, l'historienne Kathleen Wider affirme que le meurtre d'Hypatie marque la fin de l'Antiquité classique, et l'universitaire américain Stephen Greenblatt fait observer que son assassinat « marque de façon effective la chute de la vie intellectuelle à Alexandrie ».
Pour Pierre Chuvin, nous avons une « image tripartite de la philosophie hypatienne » :
- philosophie générale : Hypatie n'est pas une cynique parlant dans les rues, elle dispense un enseignement public, aux frais ou au service de l’État. Elle explique « Platon ou Aristote ou tout autre philosophe » (selon Damascios). La participation à ses cours est libre. D'autre part, Hypatie donne sans doute des séances privées (idia), en cénacles, et peut-être chez elle, auxquelles assistent Synésios et ses condisciples. Cela explique que Cyrille d'Alexandrie, en poste depuis 412, ne se soit rendu compte qu'en 414 ou 415 de la popularité d'Hypatie.
- science : Hypatie connaît les mathématiques et l'astronomie.
- vertu pratique : elle porte « l'anneau de continence » (selon Damascios). Elle pratique la théurgie.

### Hommages

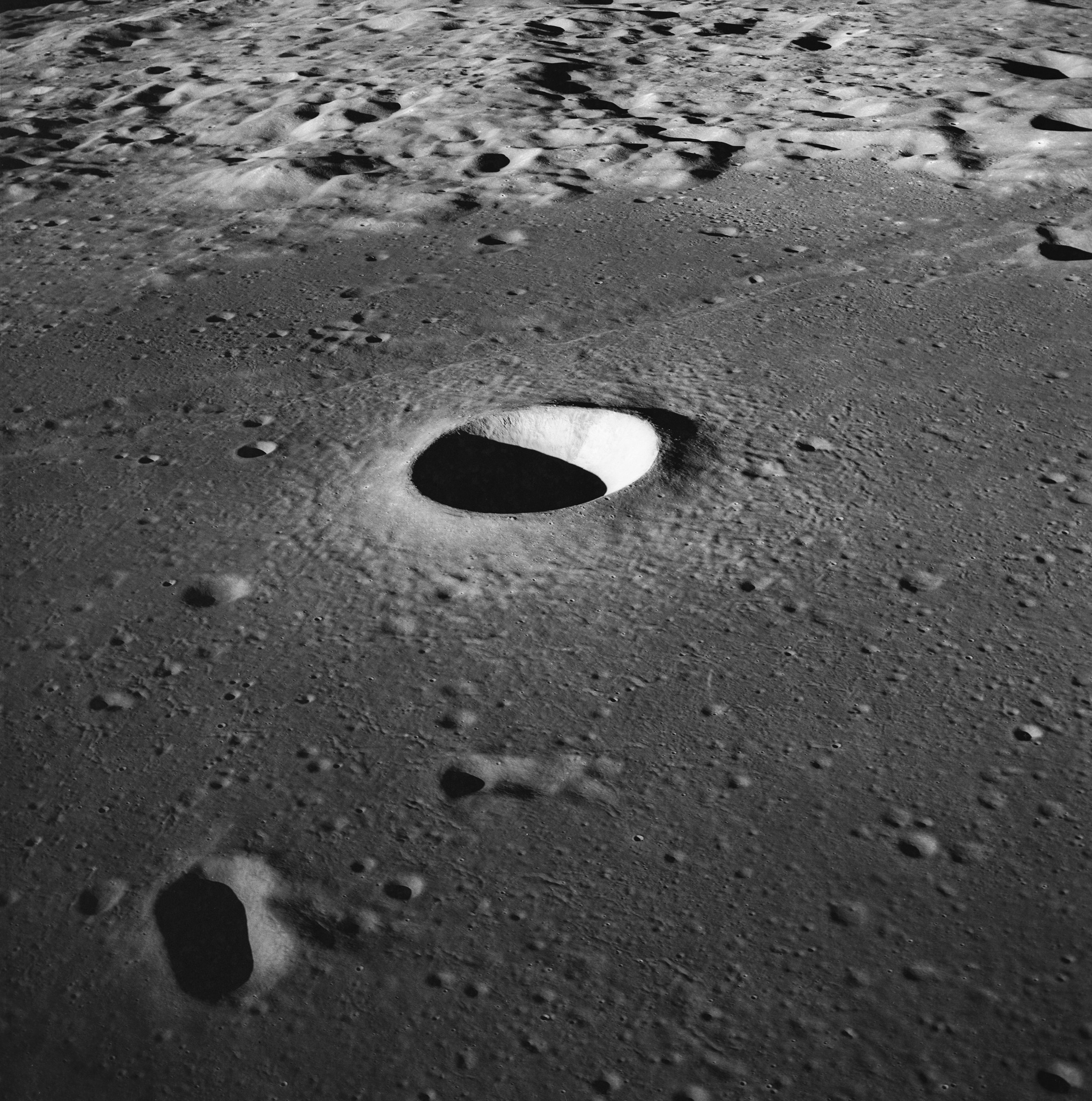
Les Rimae Hypatia, derrière le cratère Moltke (photo prise par Apollo 10).

- Des réalités astronomiques ont été nommées en son honneur : l'astéroïde (238) Hypatie (découvert en 1884) et le cratère lunaire Hypatia sont baptisés en son nom. Ce dernier est à proximité des cratères portant les noms de Théon de Smyrne ainsi que de Cyrillus et Theophilus. On trouve également à quelque 70 km au nord du cratère un réseau de canaux de 180 km de long nommés Rimae Hypatia, un degré au sud de l'équateur lunaire, le long de la mer de la Tranquillité[139]. Le nom d'Hypathie est également attribué à une comète entrée en collision avec la Terre il y a 28 millions d'années, dont les traces subsistent dans le désert du Sahara[140]. Hypatie est aussi le nom donné en 2015 dans le cadre de la campagne NameExoWorlds à Iota Draconis b, une planète extrasolaire (exoplanète) en orbite autour de l'étoile Iota Draconis[141].
- Dans le domaine des sciences, en 1996, une petite pierre est trouvée dans le désert à la frontière égypto-libyenne : elle est nommée Hypatia, en hommage à Hypatie. Cette pierre pourrait être le premier spécimen connu d'un noyau cométaire[142],[143].
- Le projet européen « Hypatia » vise à encourager les vocations féminines dans les filières scientifiques[144],[145]. Des prix et des programmes en faveur de davantage de femmes dans les domaines des STIM (science, technologie, ingénierie et mathématiques)[146].
- Une voie porte son nom dans le 20e arrondissement de Paris en France : le passage Hypatie-d'Alexandrie[147].